# Boris Kutin
Boris Kutin, slovenski šahist, * 21. julij 1947, Ljubljana.
Kutin je bil podpredsednik FIDE.

## Odlikovanja in nagrade
Leta 2002 je prejel častni znak svobode Republike Slovenije z naslednjo utemeljitvijo: »za dolgoletno organizacijsko, mentorsko in drugo prizadevno delo na šahovskem področju, še posebej za uspešno organizacijo Šahovske olimpiade na Bledu«.